# Для людей (телесериал, 2002)
«Для люде́й» (англ. For the People) — американский телесериал в жанре юридической драмы, который выходил в эфир на телеканале Lifetime с 21 июля 2002 года по 16 февраля 2003 года.

## Сюжет
Либеральный помощник окружного прокурора Лос-Анджелеса получает нового консервативного босса.

## В ролях
- Лиа Томпсон — Камилла Пэрис
- Дебби Морган — Лора Гибсон
- Сесилия Суарес — Анита Лопес
- Эй Мартинеc — Майкл Оливас
- Майкл Рейли Бурк — Уилл Кэмпбелл
- Энн Дудек — Дженнифер Картер
- Кимико Гельман — Джудит
- Дерек Морган — Томас Гибсон
- Венди Газель — Эрика
- Мэттью Ричардс — Зак